# Bremen-Neustadt (stacja kolejowa)
Bremen-Neustadt – stacja kolejowa w Bremie, w dzielnicy Neustadt, w Niemczech. Stacja posiada 1 peron.